# 博叙莱吕米尼
博叙莱吕米尼（法語：Bossus-lès-Rumigny）是法国香槟-阿登大区阿登省的一个市镇，属于沙勒维尔-梅济耶尔区吕米尼县。该市镇2009年时的人口为103人。

## 人口
博叙莱吕米尼人口变化图示
| 数据来源：INSEE |